# Колья (культура)

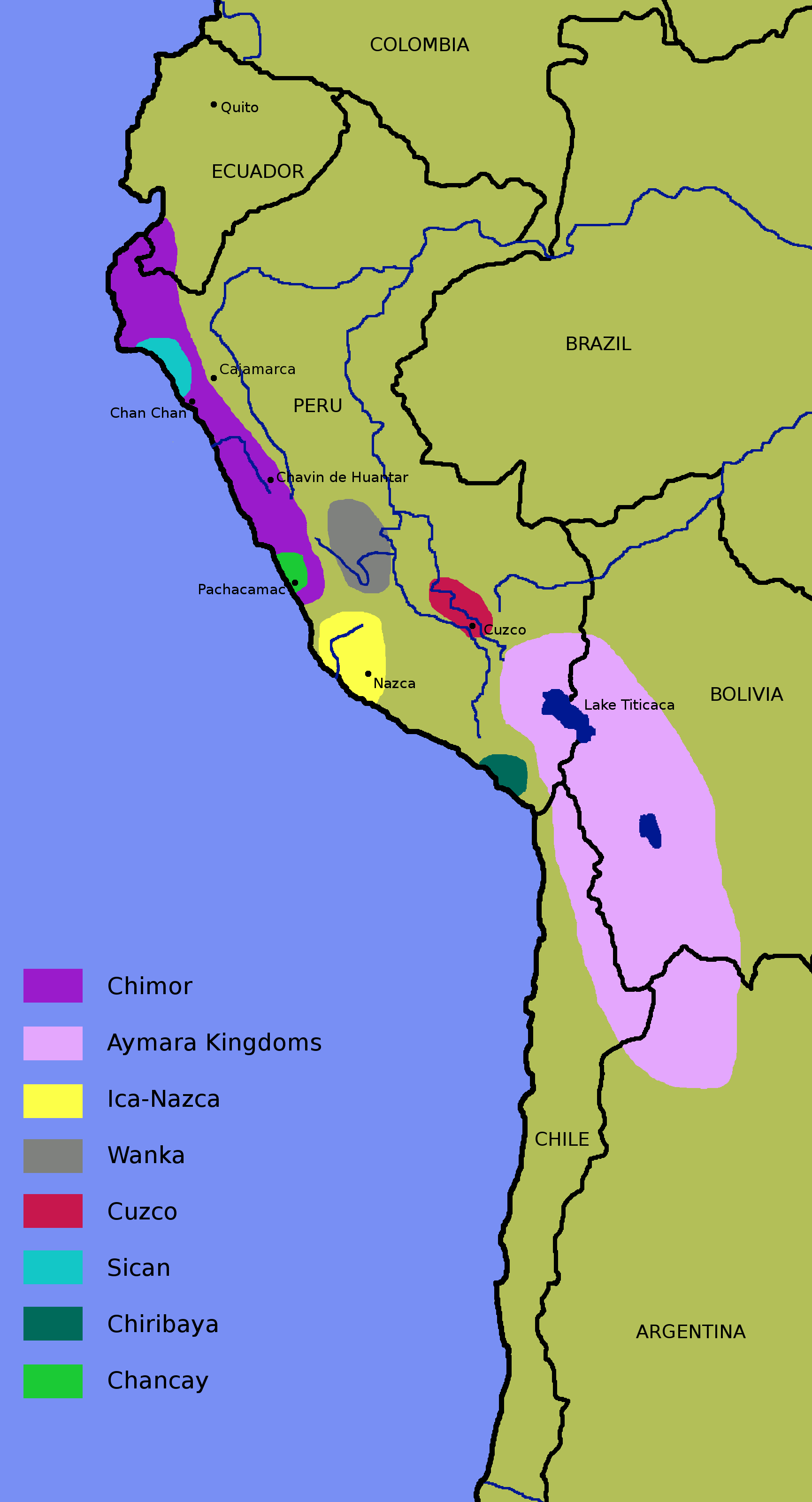
Держава Колья (позначена бузковим кольором)

Колья (Colla) — андська культура племен аймара, що існувала у XIII–XV ст. Період існування цієї культури отримав назву «епохи чульп» за традицію зведення поховальних веж-чульп. У XIV ст. представники цієї культури утворили декілька держав, які боролися за гегемонію над усіма аймара. Напочатку XV ст. найпотужніша держава аймара — Колья — встановило повне домінування над іншими племенами. Звідси уся культура аймара отримала назву Колья (назва з аймара перекладається як «Мешканці гір»). До кінця того ж століття була підкорена та приєднана до володінь інків. Розташовувалася на територіях сучасних держав Південної Америки — Перу, Болівії, Чилі, Аргентини.

## Історія
Перші міста-держави племен аймара та культури Колья почали утворюватися на початку XIII ст. Поступово постали чотири потужні держави (за назвою племен аймара) — Колья, Омасую, Пакахе і Лупака. Починаючи з володаря Чунчі Капака держава Колья стає сполучною ланкою всіх племені аймара, яких поступово вдалося підкорити.
В часи правителя Хауїльї Капака територія Колья простягалося від сучасних Кочабамби і Ла-Паса в Болівії до Пуно і Арекипи у Перу. За деякими відомостями за часів Інки Рока Колья остаточно встановила зверхність над усіма племенами кечуа, зокрема інкським кусакством Куско. Це відбулося в середині XIV ст. за володарювання Токай Капака, який після тривалої боротьби змусив інків підкоритися. З наступним інкським володарем — Яуаром Уакаком були встановлені династичні стосунки. Саме Токай Капака прийняв титул сапана на кшталт імператора.
За спадкоємця Токай Капака — Пінан Капака — Колья розпочало тривало боротьбу з повсталою (до того часу залежною) державою аймара — Лупака за землі на сучасному плато Альтіплано в Болівії. Цим скористався володар Куско Віракоча Інка, який зумів підкорити державу Канна з племені аймара, до того часу залежне від Колья. Після цього інки втрутилися у війну Колья з Лупакою. Капак Карі, володар останньої, уклав союз з інками. Втім цим не довелося скористатися, оскільки Лупака здобула цілковиту перемогу. Завдяки цьому постала велика держава Колья, яка об'єднала практично усі племена аймара. Це відбулося у 1420-х роках. Наступний володар — Чучі Капак — підкорив землі на півночі сучасної Аргентини та Чилі. Вплив держави та культури Колья доходив до сучасного департаменту Хунін у середині перуанських Анд.
У 1447 році імперія Колья стикнулася із зазіханням імперії інків Тауантінсую на чолі із Пачакутеком. Внаслідок тривалої війни у 1447–1450 роках війська Колья зазнали нищівної поразки, Чічу Капак потрапив у полон, де його стратили. У 1450 році держава Колья була захоплена інками. В Атун-Колья усі кусака аймара присягнули на вірність Інкі. Внаслідок важливості Колья в політичному, економічному, військовому життя імперії, Пачакутек утворив з неї чверть під назвою Кольасую, поставивши намісником свого старшого сина Інку Амару.
Втім нащадки поваленої династії та місцева знать Колья не змирилися з поразкою, організувавши протягом 1450-х років партизанську війну. Боротьба на цих землях тривала увесь час володарювання Пачакутека. Лише на початку правління його наступника Тупак Юпанкі у 1490-х вдалося остаточно підкорити усі землі Колья і поневолити аймара.

## Державне управління
Колья було своєрідною федерацією. Деякі дослідники порівнюють його з аналогом середньовічної Франції, де були королівські володіння та землі сеньйорів. Колья складалася з областей навколо міста-держав, які були так чи інакше були залежні від головного центру — Хатун-Колья, розташований неподалік від Пуно (сучасне Перу) й було портом на озері Тітікака. Там перебував володар, що панував над всіма іншими — «капак», а після встановлення влади над усіма аймара — «сапана». Разом з тим у титулатурі правителя Колья продовжували використовувати ім'я капак. Йому підкорялися місцеві володарів з династій підкорених кусак (вождів).

## Економіка
Основною галуззю було землеробство. В державі Колья воно не набуло значної досконалості. Здебільшого існували примітивні засоби обробки землі. Основною сільськогосподарською рослиною була кукурудза. Водночас існувало обробка металів та ювелірна справа, про що свідчать знахідки у похованнях володарів та місцевих вождів.

## Кераміка. Керо
Кераміка культури Колья відображає перехід від культури Тіауанако до Інків. З одного боку, в ній збереглися деякі форми глиняних виробів, поширених в Тіауанако, зокрема глибокі страви — пуку. З іншого боку, з'явився посуд, що за формою нагадують арібали на кшталт амфор, типові для інкської кераміки.
Гончарні вироби культури Колья були знайдені археологами в Альтокапліні (Такна, Перу) і Асапі (Аріка, Чилі).
Дерево виконувало ті ж функції, що і кераміка: саме у Колья з'явилися особливі кубки керо, що стали типовим інкським дерев'яним посудом, вони виготовлялися також з глини.

## Архітектура. Поховання
Переважно представники культури Колья лише користувалися містами, створеними державою Пукіна, проте архітектурні традиції цивілізації Тіауанако були забуті. У період існування держави Колья не було побудовано жодного міста, подібного Тіауанако. Найважливішим місцем в культурі Колья являв півострів Сільюстані, що був важливим центром культури. З відомим споруд найбільш значущим є «Сонячне коло» — штучна тераса на північно-східній частині півострова, на якій з оброблених кам'яних плит різної висоти викладений коло. У східному напрямку в ньому залишений отвір, через який за трьома ступенями можна увійти у святилище. У центрі окружності збереглися два високих кам'яних стовпи. До них прив'язували лам для принесення в жертву під час похоронних обрядів. Це підтверджує і жолобок всередині кола, по якому, стікала кров убитих тварин, щоб символічно втамувати спрагу мертвих. Деякі вчені вважають, що «Сонячне коло» на півострові Сільюстані слугувало місцем поклоніння головному небесному світилу. Інші ж пов'язують його з культом мертвих.
Особливістю культури Колья стало зведення численних поховальних веж-чульпа. Особливо багато їх збереглося в основній частині культури Колья — навколо озера Тітікака. В цих похованнях знайдено броші-тупу з міді та бронзи, викарбувані нагородні планки у формі людського обличчя, дзвіночки, жертовні чаші і намиста з золота, що є свідченням про рівень розвитку металургії в аймара. Всередині приміщення чульпи були прикрашені малюнками. Фактично це були своєрідні мавзолеї з каменю або необпаленої цегли, у кілька поверхів і з декількома приміщеннями, де разом з муміями померлих зберігалися вази, амфори і страви з приношеннями їжі. Якщо померлий був знатною особою, то його в останню путь супроводжувало багато місцевих жителів. Спалювали 10 або 20 лам — залежно від сану покійного, потім приносили в жертву жінок, дітей і слуг, які повинні були служити покійному в загробному житті. Деяких, з оточення володаря, заживо замуровували в чульпах.

## Астрономія
Дослідження зірок відігравало важливу роль у державі і культурі Колья, оскільки було пов'язано з господарськими роботами на селі, зокрема збиранням врожаю. Втім, донині не збереглося вагомих астрономічних пам'яток або обсерваторій культури Колья. Ймовірно, значну частину традицій і навичок в астрономії перейняли Інки.